# فرودگاه درم
فرودگاه درم (به انگلیسی: Durham (Mulock) Airport) یک فرودگاه خصوصی است . این فرودگاه در کشور کانادا قرار دارد و در ارتفاع ۳۳۵ متری از سطح دریا واقع شده است.